# سوسمارهای انگشت‌شانه‌ای
سوسمارهای انگشت‌شانه‌ای (نام علمی: Acanthodactylus) نام یک سرده از تیره لاسرتا است.